# آلیاژهای نامگذاری شده
این فهرستی از آلیاژهای نامگذاری شده است که بر اساس حروف الفبای فلزی پایه گروه‌بندی شده‌اند. در این سرفصل‌ها، آلیاژها نیز بر اساس حروف الفبا مرتب می‌شوند. برخی از عناصر اصلی آلیاژ پس از نام بعضی از آن‌ها ذکر شده‌است.

## آلیاژهای فلزی پایه

### آلومینیوم
- AA-8000: برای سیم‌های برق ساختمانی در ایالات متحده آمریکا طبق کد ملی برق مورد استفاده قرار می‌گیرد و جایگزین AA-1350 می‌باشد.[۱]
- (Al-L لیتیوم ۲٫۴۵٪): ;کاربردهای هوافضا، از جمله شاتل فضایی
- آلنیکو (نیکل، کبالت): مورد استفاده برای آهنرباهای دائمی
- آلومینیوم - اسکاندیم (اسکاندیم)
- Birmabright (منیزیم، منگنز): در بدنه اتومبیل مورد استفاده قرار می‌گیرد، که عمدتاً توسط خودروهای لندرور استفاده می‌شود.
- دورالومین (مس)
- Hiduminium یا آلیاژهای RR (مس۲٪، آهن، نیکل): در پیستونهای هواپیما استفاده می‌شود
- هیدرونالیوم (تا ۱۲٪ منیزیم، ۱٪ منگنز): مورد استفاده در صنایع کشتی سازی، مقاومت در برابر خوردگی آب شور دریا
- ایتالما (۳٫۵٪ منیزیم، ۰٫۳٪ منگنز): قبلاً برای ساخت سکه‌های لیر ایتالیا استفاده می‌شده
- مگنالیوم (۵–۵۰٪ منیزیم): مورد استفاده در بدنه هواپیماها، نردبان و غیره.
- Ni-Ti-Al (تیتانیوم ۴۰٪، آلومینیوم ۱۰٪) که به آن Nital نیز گفته می‌شود.
- آلیاژ Y (مس ۴٪ مس، نیکل، منیزیم)

آلومینیوم همچنین آلیاژهای فلزی پیچیده‌ای مانند β-Al-Mg، ξ'-Al-Pd-Mn و T–Al3Mn را تشکیل می‌دهد.

### بریلیم
- لاکالوی (۶۲٪ بریلیم، ۳۸٪ آلومینیوم)[۲]

### بیسموت
- بیسمانول (منگنز)؛ آلیاژ مغناطیسی که از دهه ۱۹۵۰ به عنوان پودر فلزکاری استفاده می‌شده‌است.
- Cerrosafe (سرب، قلع، کادمیوم)
- فلز رز (سرب، قلع)
- فلز چوب (سرب، قلع، کادمیوم)

### کروم
- کروم هیدرید (هیدروژن)
- نیکروم (نیکل)
- فروکروم (آهن)

### کبالت
- مگالیوم (کبالت، کروم، مولیبدن)
- ماهواره ای (کروم، تنگستن، کربن)
  - تالونیت (تنگستن، مولیبدن، کربن)
- اولتیمیت (کروم، نیکل، آهن، مولیبدن، تنگستن)[۳]
- ویتالیوم (کبالت، کروم، مولیبدن)

### مس
- مس آرسنیک (آرسنیک)
- مس بریلیم (بریلیم)
- بیلون (نقره)
- برنج (روی) برای لیست‌های طولانی به انواع برنج نیز مراجعه کنید
  - برنج کالامین (روی)
  - نقره چینی (روی)
  - فلز هلندی (روی)
  - طلاکاری فلز (روی)
  - مونتز فلز (روی)
  - آلیاژPinchbeck (روی)
  - فلز پرنس (روی)
  - Tombac (روی)
- برنز (قلع، آلومینیوم یا عنصر دیگر)
  - برنز آلومینیومی (آلومینیوم)
  - برنز آرسنیک (آرسنیک، قلع)
  - بل (فلز)
  - برنز فلورنتین (آلومینیوم یا قلع)
  - گلوکیدور (بریلیم، آهن)
  - گوانان (نقره ای طلا)
  - اسلحه (قلع، روی)
  - برنز فسفر (قلع و فسفر)
  - اورموو (روی)
  - برنز سیلیکون (قلع، آرسنیک، سیلیکون)
  - فلز اسپولومول (قلع)
- کنستانتان (نیکل)
- هیدید مس (هیدروژن)
- مس تنگستن (تنگستن)
- برنز Corinthian (طلا، نقره)
- Cunife (نیکل، آهن)
- کوپرونیکل (نیکل)
- CuSil (نقره)
- آلیاژهای cymbal (قلع)
- آلیاژ Devarda (آلومینیوم، روی)
- الکتروم (طلا، نقره)
- هپاتیزون (طلا، نقره)
- منگنین (منگنز، نیکل)
- ملکیور (نیکل)؛ مقاومت بالا در برابر خوردگی، مورد استفاده در کاربردهای دریایی در لوله‌های کندانسور
- مولیبدوکلوس (سرب)
- نقره نیکل (نیکل)
- طلای شمالی (آلومینیوم، روی، قلع)
- شکودو (طلا)
- تامپاگا (طلا)

### گالیم
- آلگا (آلومینیوم، گالیم)
- گالفنول (آهن)
- گالینستان (ایندیم، قلع)

### طلا
- آنتیمان (آهن، مس)
- طلای رنگی (نقره، مس)
- تاج طلایی (نقره، مس)
- الکتروم (نقره، طلا)
- رودیت (رودیوم)
- طلای گل رز (مس)
- تامپاگا (مس)
- طلای سفید (نیکل، پالادیوم)

### ایندیوم
- فلز درست (بیسموت، قلع)

### آهن
بیشتر آلیاژهای آهن فولادها هستند که کربن عنصر اصلی آلیاژی موجود در آن‌ها می‌باشد.
- الینوار (نیکل، کروم)
- فرنیکو (نیکل، کبالت)
- فروآلیاژها (رده: فرمولیس)
  - فروبرون
  - فروسریوم
  - فروکروم
  - فرومغنیم
  - فرومنگان
  - فرومولیبدن
  - فرنیکل
  - فروس فسفر
  - فروسیلیسون
  - فروتیتانیوم
  - فروانیوم
  - فرووانادیوم
- اینور (نیکل)
- چدن (کربن)
- آهن آهن (کربن)
- هیدرید آهن (هیدروژن)
- کانتال (آلیاژ) (۲۰ تا ۳۰٪ کروم، ۴–۷٫۵٪ آلومینیوم)؛ مورد استفاده در عناصر گرمایش، از جمله سیگارهای الکترونیکی
- کووار (نیکل، کبالت)
- Spiegeleisen (منگنز، کربن، سیلیکون)
- استابالوی (فولاد ضدزنگ) (منگنز، کروم، کربن)
- فولاد (کربن) (رده: فولاد)
  - فولاد بولات
  - کرومی (کروم، مولیبدن)
  - فولاد قابل خرد
  - فولاد دمشق
  - دوکول
  - فولاد منگنز
  - فولاد با سرعت بالا
    - فولاد مش

  - فولاد HSLA
  - فولاد نوری
  - رینولدز ۵۳۱
  - فولاد سیلیکون (سیلیکون)
  - فولاد بهار
  - فولاد ضدزنگ (کروم، نیکل)
    - AL-6XN
    - آلیاژ ۲۰
    - Celestrium
    - درجه دریایی ضدزنگ
    - فولاد ضدزنگ مارتنزیتی
    - آلیاژ ۲۸ یا Sanicro 28 (نیکل، کروم)
    - فولاد ضدزنگ جراحی (کروم، مولیبدن، نیکل)
    - صفر ۱۰۰ (کروم، نیکل، مولیبدن)

  - فولاد ابزار (تنگستن یا منگنز)
    - فولاد نقره (ایالات متحده: میله مته) (منگنز، کروم، سیلیکون)

  - فولاد هوازدگی ("Cor-ten") (سیلیکون، منگنز، کروم، مس، وانادیوم، نیکل)
  - فولاد Wootz

### سرب
- مولیبدوکلوس (مس)
- لحیم (قلع)
- ترن (قلع)
- نوع فلز (قلع، آنتیموان)

### منیزیم
- الکترون
- مگنوکس (۰٫۸٪ آلومینیوم، ۰٫۰۰۴٪ بریلیم)؛ مورد استفاده در رآکتورهای هسته ای
- T- Mg - Al - Zn (فاز برگمان) یک آلیاژ فلزی پیچیده‌است.

### جیوه
- آمالگام
- اشتاداتو

### نیکل
- گروه آلیاژی: آلیاژهای نیکل
- آلنیکو (آلومینیوم، کبالت)؛ این آلیاژ در ساخت آهنربا مورد استفاده قرار می‌گیرد.
- آلومین (منگنز، آلومینیوم، سیلیکون)
- Brightray (کروم ۲۰٪، آهن، عنصرهای خاکی کمیاب)؛ این آلیاژ در اصل برای جایگاه‌های سوپاپ سخت مورد استفاده قرار می‌گیرد.
- کرومل (کروم)
- کوپرونیکل (برنز، مس)
- فرونیکل (آلیاژ آهنی) (آهن)
- نقره آلمانی (ورشو) (مس، روی)
- هاستلوی (کروم، مولیبدن، بعضی اوقات از تنگستن نیز استفاده می‌شود)
- اینکونل (کروم، آهن)
- اینکونل ۶۸۶ (کروم، مولیبدن، تنگستن)
- فلز مونل (مس، آهن، منگنز)
- نیکروم (کروم)
- نیکل کربن (کربن)
- نیکروسیل (کروم، سیلیکون، منیزیم)
- نیمونیک (کروم، کبالت، تیتانیوم)، از این آلیاژها درساخت تیغه‌های توربین موتورهای جت استفاده می‌شوند.
- نیسیل (سیلیکون)
- Ni-Ti-Al (تیتانیوم ۴۰٪، آلومینیوم ۱۰٪) این آلیاژ به نام نیتال نیز شناخته می‌شود.
- نیتینول (تیتانیوم، آلیاژ حافظه شکل)
- آلیاژهای مغناطیسی «نرم»
  - مو فلزی (آهن)
  - پرمالوی (آهن، مولیبدن)
  - سوپر فلز (مولیبدن)
  - برنج (مس، روی، منگنز)
    - نیکل هیدرید (هیدروژن)
    - فولاد زنگ نزن (کروم، مولیبدن، کربن، منگنز، گوگرد، فسفر، سیلیکون)
    - نقره سکه (نیکل)

### پلوتونیوم
- پلوتونیوم - آلومینیوم
- پلوتونیوم سریم
- پلوتونیوم-سریم-کبالت
- پلوتونیوم گالیم (گالیم)
- پلوتونیوم گالیم-کبالت
- پلوتونیوم - زیرکونیوم

### پتاسیم
- NaK (سدیم)
- KLi (لیتیوم)

### عناصر خاکی کمیاب
- Mischmetal (عناصر مختلف عناصر خاکی)
- Terfenol-D (تربیم، دیسپروزیم، و آهن)، یک آلیاژ با خاصیت بالای مگنتواستریکشن که در بلندگوهای قابل حمل مورد استفاده قرار می‌گیرد
- فروسریوم (سریم، آهن)

### رودیوم
- شبه پالادیوم یا Pseudo palladium (آلیاژ ردیوم - نقره)

### ساماریوم
SmCo(آهنربای ساماریوم-کبالت) (کبالت)؛ به عنوان آهنربای دائمی در پیکاپ‌های گیتار، هدفون، ترانسمیترهای ماهواره ای و غیره مورد استفاده قرار می‌گیرد.

### اسکاندیوم
- هیدرید اسکاندیم (هیدروژن)

### نقره
- نقره استرلینگ آرژنتیوم (مس، ژرمانیوم)
- بیلون
- نقره بریتانیا (مس)
- شمش دوره (طلا)
- الکترومتر (طلایی)
- گلوئید (مس، طلا)
- استرلینگ پلاتین (پلاتین)
- Shibuichi (مس)
- نقره استرلینگ (مس)
- نقره تبت (مس)

### سدیم
- NaK (پتاسیم)

### تیتانیوم
- Ni-Ti-Al (تیتانیوم ۴۰٪، آلومینیوم ۱۰٪) که به آن Nital نیز گفته می‌شود
- 6al-4v (آلومینیوم، وانادیوم)
- بتا C (وانادیوم، کروم، دیگران)
- فلز صمغ (نیوبیوم، تانتالوم، زیرکونیوم، اکسیژن)؛ مورد استفاده در قاب‌های عینک، پیچ‌های دقیق و غیره
- هیدید تیتانیوم (هیدروژن)
- نیترید تیتانیوم (نیتروژن)
- طلا تیتانیوم (طلا)

### قلع
- بابیت (مس، آنتیموان، سرب؛ برای سطوح بلبرینگ استفاده می‌شود)[۴]
- بریتانیوم (مس، آنتیموان)
- پیوار (آنتیموان، مس)
- فلز کوئین (آنتیموان، سرب و بیسموت)
- لحیم کاری (سرب، آنتیموان)
- ترن (سرب)
- فلز سفید، (مس یا سرب)؛ به عنوان فلز پایه برای آبکاری، در یاتاقان و غیره استفاده می‌شود.

### اورانیوم
- Staballoy (اورانیوم تخلیه شده با سایر فلزات، معمولاً تیتانیوم یا مولیبدن). همچنین به #Iron بالا برای Staballoy(استابالوی) (فولاد ضدزنگ) مراجعه کنید.
- هیدرید اورانیوم (هیدروژن)

### فلز روی
- زمک (آلومینیوم، منیزیم، مس)
- آلیاژ روی آبکاری شده